# Judaísmo conservador

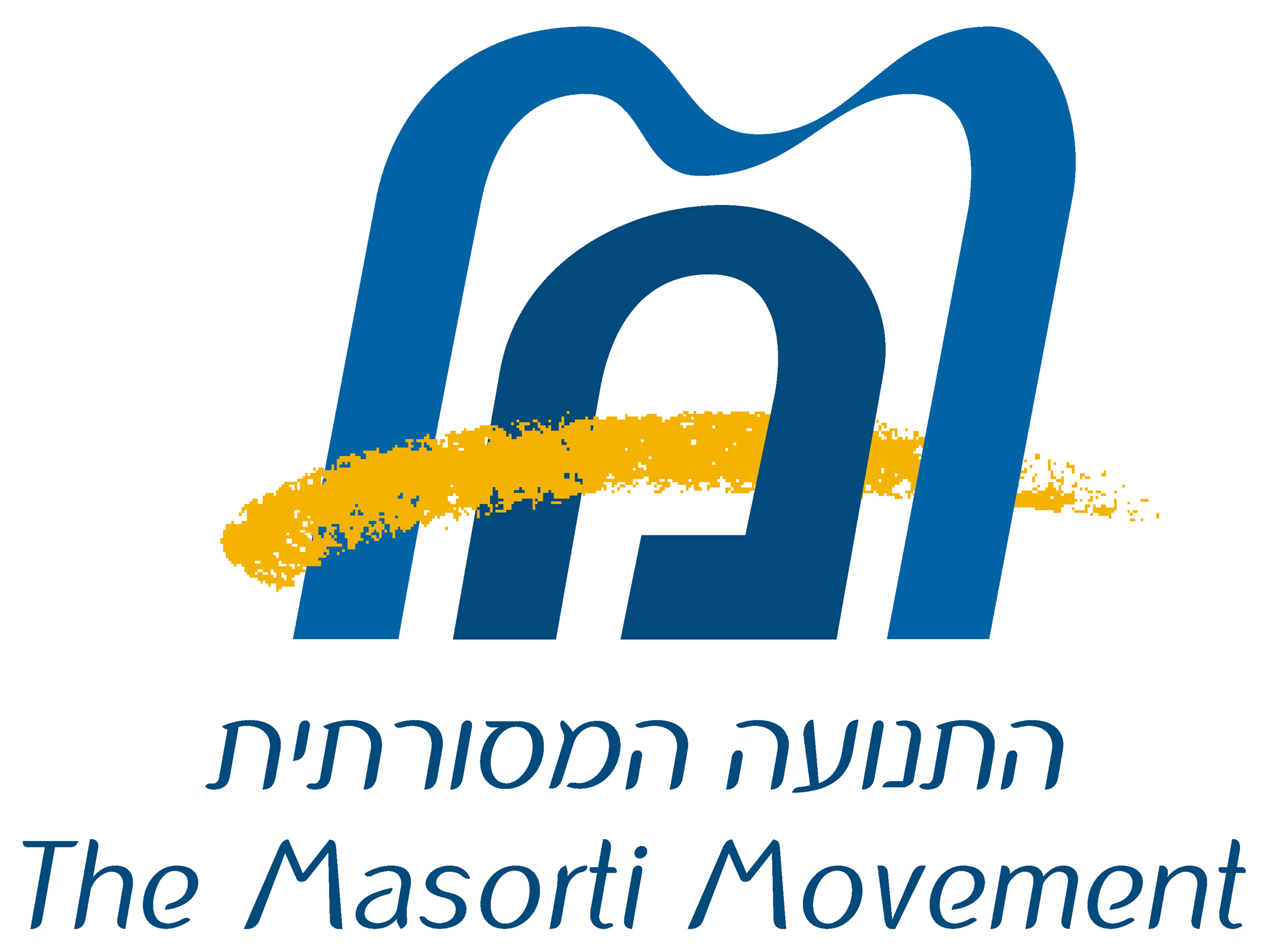
Emblema del Movimiento Masortí en Israel.

El judaísmo Masortí o conservador surge en Alemania a mediados del siglo XIX como una reacción al judaísmo reformista, posicionándose como una síntesis entre este último y el judaísmo ortodoxo. Junto a estos dos, el judaísmo conservador es una de las tres grandes corrientes religiosas del judaísmo. El judaísmo conservador se institucionalizó en los EE. UU. alrededor del 1900.
El conservadurismo postula la devoción a la tradición y ley judía (masoret y halajá), con un acercamiento abierto y positivo al mundo moderno, la democracia y el sionismo.
Los principios del Judaísmo Conservador incluyen:
- La "dedicación a la Halajá [como una] guía para nuestras vidas".
- Una enseñanza no fundamentalista de los principios de la fe judaica.
- Una actitud positiva hacia la cultura moderna.
- Una aceptación tanto de los métodos tradicionales-rabínicos como de los académicos y críticos en lo que al estudio de los textos religiosos del judaísmo se refiere.

El Judaísmo Conservador tiene sus orígenes en la escuela conocida como el positivismo histórico judaico, desarrollada en 1850 como una reacción a las posiciones más liberales adoptadas por el Judaísmo Reformista. El término conservador denotaba la intención de la corriente conservadora de conservar la tradición, en lugar de reformarla o abandonarla. El uso de dicho término está totalmente desprovisto de sus connotaciones políticas. 
Para evitar las confusiones a las que el término invita, algunos de sus rabinos en los EE. UU. y Canadá proponen utilizar el término Masortí, denominación que ha sido adoptada por las divisiones israelí y mundial del movimiento.  La palabra masortí en hebreo significa tradicional.
Aunque se considera heredera de la escuela histórico-positiva del rabino Zecharias Frankel del siglo XIX en Europa, El judaísmo conservador sólo se institucionalizó plenamente en Estados Unidos a mediados del siglo XX. Su mayor centro en la actualidad se encuentra en Norteamérica, donde su principal brazo congregacional es la Sinagoga Unida del Judaísmo Conservador, y el Seminario Teológico Judío de América, con sede en Nueva York, funciona como su mayor seminario rabínico. Globalmente, las comunidades afiliadas están unidas dentro de la organización paraguas Masorti Olami. El judaísmo conservador es el tercer movimiento religioso judío más grande del mundo, y se calcula que representa a cerca de 1,1 millones de personas, incluidos más de 600 000 congregantes adultos registrados y muchos identificadores no miembros.

## Historia

### Escuela Histórico-Positiva

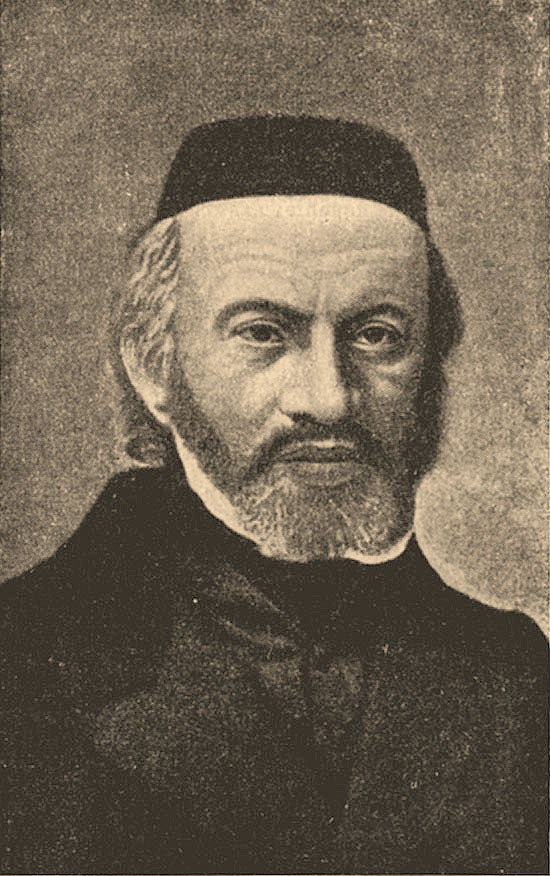
Rabbi Zecharias Frankel

El surgimiento de estados modernos y centralizados en Europa a principios del siglo XIX anunció el fin de la autonomía judicial y la reclusión social de los judíos. Sus derechos corporativos comunales fueron abolidos, y el proceso de emancipación y aculturación que siguió transformó rápidamente los valores y normas del público. El distanciamiento y la apatía hacia el judaísmo se generalizaron. El proceso de reforma comunitaria, educativa y civil no podía dejar de afectar a los principios básicos de la fe. El nuevo estudio académico y crítico del judaísmo (Wissenschaft des Judentums) pronto se convirtió en fuente de controversia. Rabinos y eruditos discutían hasta qué punto, si acaso, sus conclusiones podían utilizarse para determinar la conducta actual. Los ortodoxos modernizados de Alemania, como los rabinos Isaac Bernays y Azriel Hildesheimer, se contentaban con estudiarla con cautela, pero se adherían estrictamente a la santidad de los textos sagrados y se negaban a conceder a la Wissenschaft voz alguna en asuntos religiosos. En el otro extremo estaban el rabino Abraham Geiger, que se convertiría en el padre fundador del judaísmo reformista, y sus seguidores. Se oponían a cualquier límite a la investigación crítica o a su aplicación práctica, dando más peso a la necesidad de cambio que a la continuidad.

## Principios
Durante buena parte de su historia, el Judaísmo Conservador evitó la publicación sistemática de explicaciones sobre los principios del Judaísmo, como parte de sus esfuerzos conscientes por mantener una amplia coalición.
En 1988 el liderazgo del Judaísmo Conservador en los EE. UU. publicó una declaración de principios, llamada Emet Ve-Emunah: Statement of Principles of Conservative Judaism (Emet Ve-Ehunah (Verdad y Fe): Declaración de Principios del Judaísmo Conservador). Este documento fue producto de un largo proceso de trabajo que involucró a distintos sectores del movimiento, en un intento de producir un documento que reflejase no la opinión de una sola persona, sino el consenso de la comunidad toda. 
Emet Ve-Emunah afirma la creencia en Dios y en la inspiración divina de la Torá, afirmando a la vez la legitimidad de la multiplicidad de interpretaciones sobre estos temas. Las ideas del ateísmo, politeísmo y la trinidad son rechazadas de pleno, junto con el relativismo, la interpretación literal de las escrituras y el fundamentalismo.

### Dios
El Judaísmo Conservador afirma la idea del monoteísmo, aunque sus miembros sostienen distintas creencias sobre la naturaleza de Dios, sin que se imponga una en particular. Entre las perspectivas que se sostienen se incluyen:
- Racionalismo maimideano
- Misticismo kabalísta
- Panteísmo jasídico
- Teísmo limitado
- Pensamiento orgánico, como el presentado por Alfred North Whitehead y Charles Hartshorne, también conocido como teología del proceso (ver por ejemplo la obra de los rabinos Max Kaddushin y William E. Kaufman).

Las ideas del naturalismo religioso, plasmadas en corriente del Judaísmo Reconstruccionista enunciada por Mordecai Kaplan tuvieron mucha influencia en el movimiento conservador, hasta que el reconstruccionismo se instituyó en un movimiento independiente. En una edición especial de la publicación Conservative Judaism (Winter 1999), de la Asamblea Rabínica, el editor declaró que el naturalismo de Kaplan pareciera haber desaparecido del horizonte conservador.

### Revelación
El Judaísmo Conservador permite a sus adherentes adoptar distintas visiones sobre el concepto de revelación. La mayoría de los miembros del movimiento rechaza la idea tradicional de que Dios dictó el contenido literal de la Torá a Moisés en el Monte Sinai en un acto de revelación verbal, pero sostienen la creencia tradicional de que Dios inspiró a los profetas tardíos para escribir el resto del Tanaj. La creencia de que Dios inspiró a Moisés - al igual que a los profetas tardíos - también goza de amplia aceptación entre los miembros del movimiento.
El Judaísmo Conservador acepta los postulados de la crítica bíblica, incluyendo la hipótesis documentaria - es decir, la teoría de que la Torá fue redactada a partir de distintas fuentes previas. Las autoridades rabínicas del movimiento, así como su comentario oficial sobre la Torá ((Etz Hayim: A Torah Commentary) afirma que los judíos deben hacer uso del análisis literario e histórico modernos para entender como la Biblia se desarrolló.

### Ley judía
El Judaísmo Conservador ve a la ley judía (la Halajá) como un marco normativo con el que se establece un vínculo de obligatoriedad. Examinando la historia judía y la literatura rabínica a través de los prismas de la crítica académica, el conservadurismo sostiene que la halajá evolucionó constantemente para adaptarse a las realidades de la vida judía, evolución que debe continuar en la vida moderna.
Esta visión, junto a la diversidad de opiniones que el Judaísmo Conservador adopta en relación con la revelación divina, es responsable de parte de la diversidad y desacuerdo en la halajá conservadora. Al considerar cambios a la misma, las autoridades rabínicas del movimiento se basan en consideraciones religiosas así como del análisis histórico. Tal como lo dijera Salomón Schechter: "la magnitud del valor literario de un código no le adjudica inefabilidad, ni lo exime del estudiante o el rabino que hacen uso del mismo desde su obligación de examinar cada párrafo por sus propios méritos, haciéndolo sujeto de las mismas reglas de interpretación que fueron aplicadas siempre a la Tradición".
La dinámica del movimiento en cuanto a la Halajá genera en algunos casos interpretaciones diametralmente opuestas, siendo todas las opciones válidas para el movimiento. Un claro y reciente ejemplo de los resultados de esta dinámica son evidentes en las recientes resoluciones del movimiento en relación con la homosexualidad.

### Visiones sobre las otras corrientes del judaísmo
El Judaísmo Conservador contrasta con las otras corrientes principalmente en dos áreas:

#### Revelación de la Torá
En relación con la idea de la revelación de la Torá, el Judaísmo Conservador asume que la ortodoxia sostiene la idea de revelación verbal directa, aun cuando numerosos filósofos ortodoxos no están de acuerdo con esta caracterización (ver Breuer, Berkovits, Soloveitchik, Kook o Fox). Por otro lado, el Judaísmo Conservador rechaza la postura reformista según la cual la Torá no fue revelada sino divinamente inspirada.
La posición conservadora mayoritaria difiere de las anteriores en afirmar la autenticidad de la revelación divina no verbal. Según esta visión, la Torá Oral está inspirada en la Torá Escrita, pero no tiene un origen necesariamente divino.

#### Interpretación de la Halajá
La tradición legal judía hace que las diferencias entre las corrientes modernas del judaísmo incluyan la relevancia, interpretación y aplicación de la ley y tradición judías. El Judaísmo Conservador sostiene que su abordaje sobre la halajá es la más auténtica expresión del Judaísmo, como fuera practicado tradicionalmente. El conservadurismo considera que los movimientos a su izquierda, como el reformismo o el reconstruccionismo, se equivocaron al rechazar la autoridad tradicional de la halajá. También considera que la ortodoxia, representante de la derecha teológica, se equivocó al demorar, o detener, el desarrollo histórico de la Ley Judía: “El Judaísmo Conservador cree que el estudio académico de los textos judíos indica que el Judaísmo se encontró en evolución permanente, a fin de resolver las necesidades del Pueblo Judío en las más variadas circunstancias, y que una autoridad halájica central puede continuar la evolución halájica en la actualidad” (Soc. Culture. Jewish Usenet Newsgroup FAQ). 
El movimiento conservador utiliza conscientemente las fuentes históricas a fin de determinar qué tipo de cambios fueron introducidos en la tradición judía, cuándo y cómo ocurrieron, y en qué contexto histórico. 

#### La mujer en el judaísmo conservador
Aunque no todas las comunidades se manejan de la misma manera y tienen autonomía en sus políticas, en líneas generales en el judaísmo conservador la mujer, a diferencia del ortodoxo, puede subir al púlpito donde se encuentran los rollos de la Torá). Su presencia cuenta a la hora de formar el minián, que es la cantidad mínima de diez personas indispensables para comenzar un servicio religioso. La mujer no se sienta separada del varón en las sinagogas. Además está facultada para enseñar la Torá y el Talmud, puede usar el talit igual que un varón y por ende cumplir con el precepto de los Tefilín o filacterias y lo más importante de todo es que puede ser consagrada como rabina.
Si bien la mujer no está obligada a cumplir con las mitzvot (preceptos) en los cuales el hombre sí tiene obligación, como el uso de los tzitzit (hilos de cárdeno) y los tfilin (filacterias), una vez que los usa, asume la obligación de su uso cotidiano al igual que el hombre.